# Paul Lacave-Laplagne-Barris
Pour les articles homonymes, voir Lacave-Laplagne.
Paul Lacave-Laplagne-Barris (25 octobre 1881 à Paris - 11 avril 1982 au Chesnay) est un homme politique français.

## Biographie
Officier et industriel, il est député radical des Hautes-Pyrénées de 1914 à 1919. Il est un des deux-cents députés à être mobilisés en 1914.
Il devient membre du Conseil Supérieur des Colonies.
Officier du 2e Bureau, il parcourt en mission la Chine, la Russie, la Mongolie et le Caucase.
Petit-fils de Jean Paul Lacave-Laplagne-Barris, magistrat, et arrière-arrière-petit-fils de Raymond Lacave-Laplagne, il épouse Henriette Roland-Gosselin, nièce de Jean Roland-Gosselin.

## Sources
- « Paul Lacave-Laplagne-Barris », dans le Dictionnaire des parlementaires français (1889-1940), sous la direction de Jean Jolly, PUF, 1960 [détail de l’édition]
- Paul Lacave-Laplagne, Souvenirs de la Troisième République. Ed.: Les Presses universelles; Imp. à Grenoble, 1950.
- Dictionnaire de biographies françaises